# Kloster Wöltingerode
Das Kloster Wöltingerode liegt in Goslar (Niedersachsen) im nordwestlichen Harzvorland und gehört zum Stadtteil Vienenburg. Das Kloster wurde 1174 als Benediktinerkloster gegründet und bereits vor 1188 in ein  Zisterzienserinnenkloster umgewandelt. In dieser Zeit wurde der Grundstein für die Klostergebäude gelegt, dessen Ausmaße noch heute vorzufinden sind. 1809 wurde das Kloster aufgehoben.
Heute wird das Kloster als Klosterhotel mit Gastronomie und für eine Brennerei genutzt. Es ist eine Station auf dem Harzer Klosterwanderweg. Das Kloster wird von der Klosterkammer Hannover verwaltet. Wöltingerode wurde 1929 in die Stadt Vienenburg eingegliedert, seit dem 1. Januar 2014 ist Vienenburg ein Stadtteil von Goslar.

## Geschichte

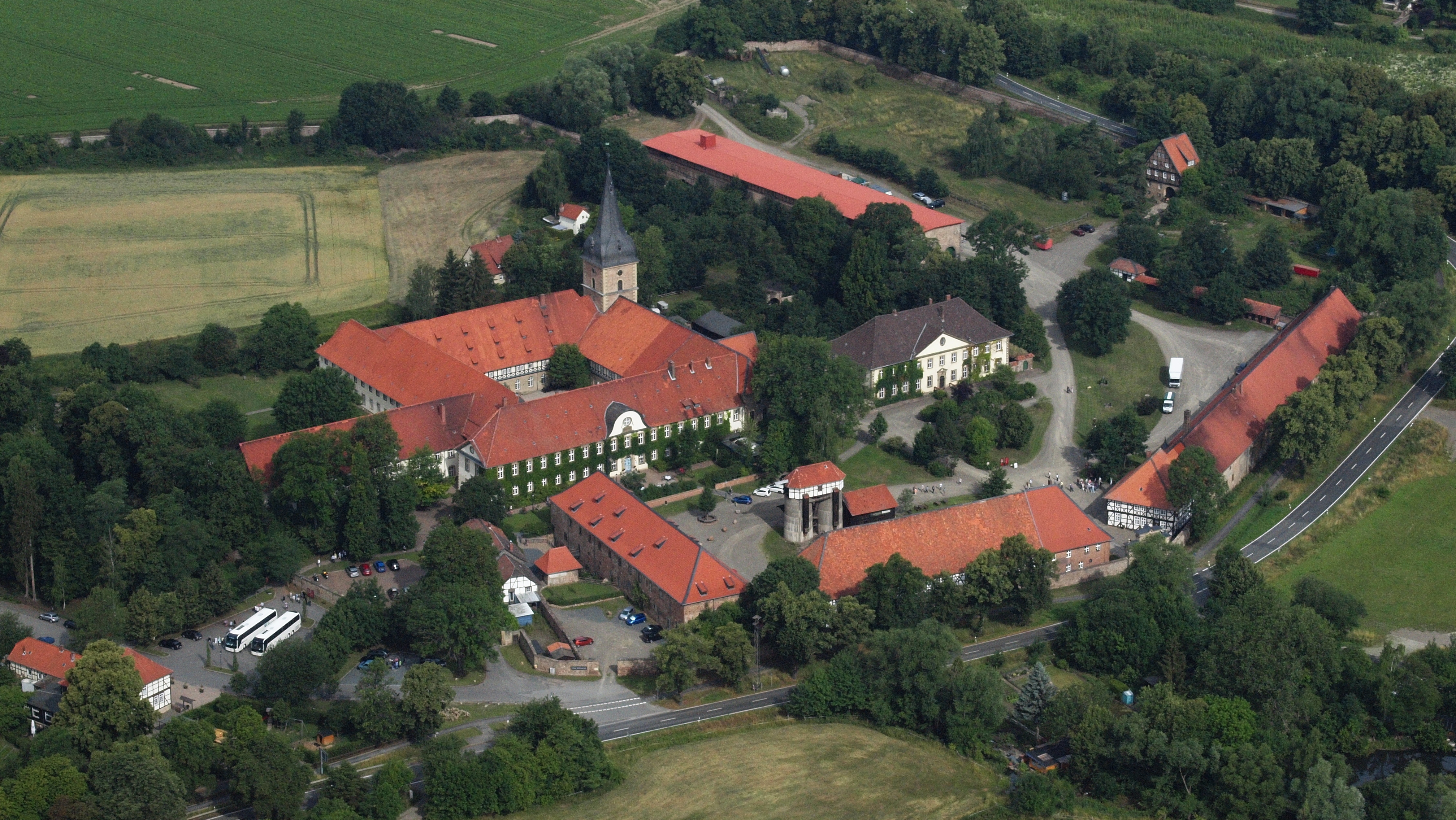
Kloster Wöltingerode, Luftaufnahme (2015)

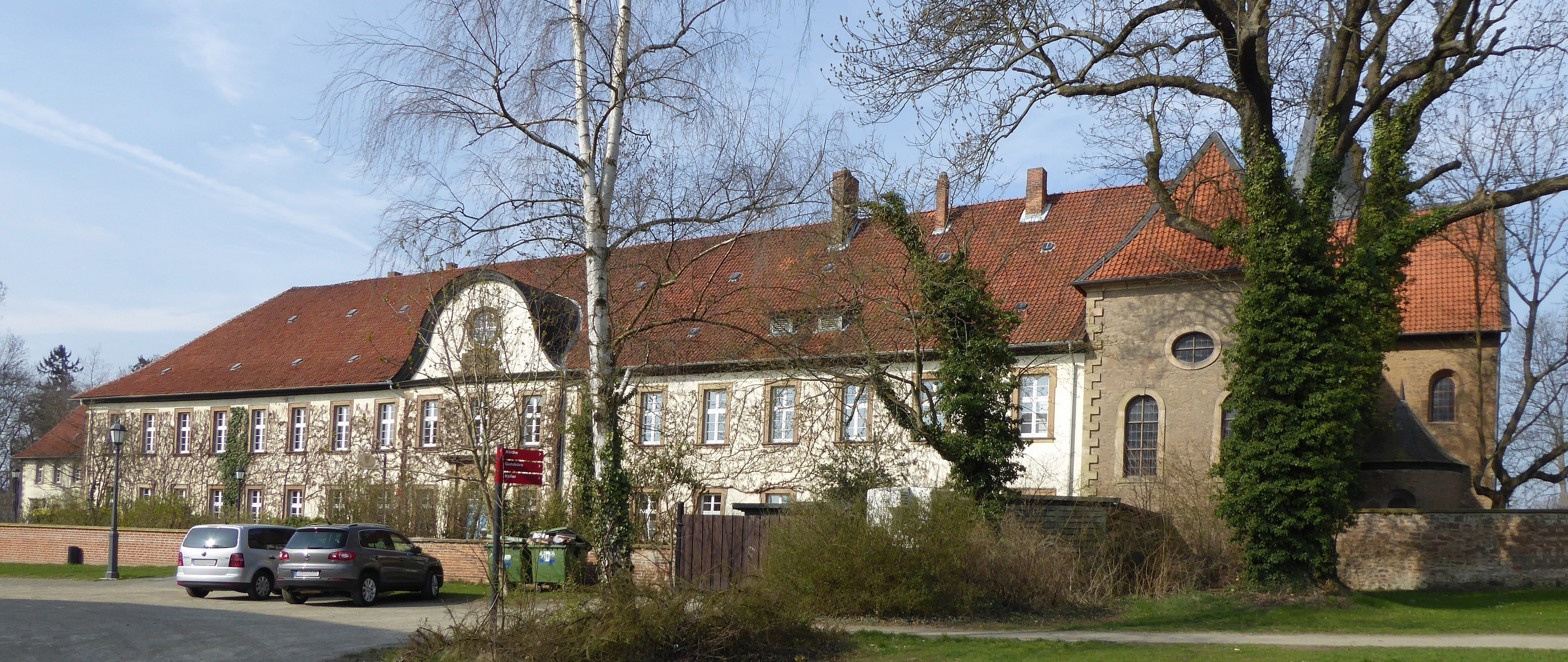
Ostflügel mit Hoteleingang, rechts die Kirche

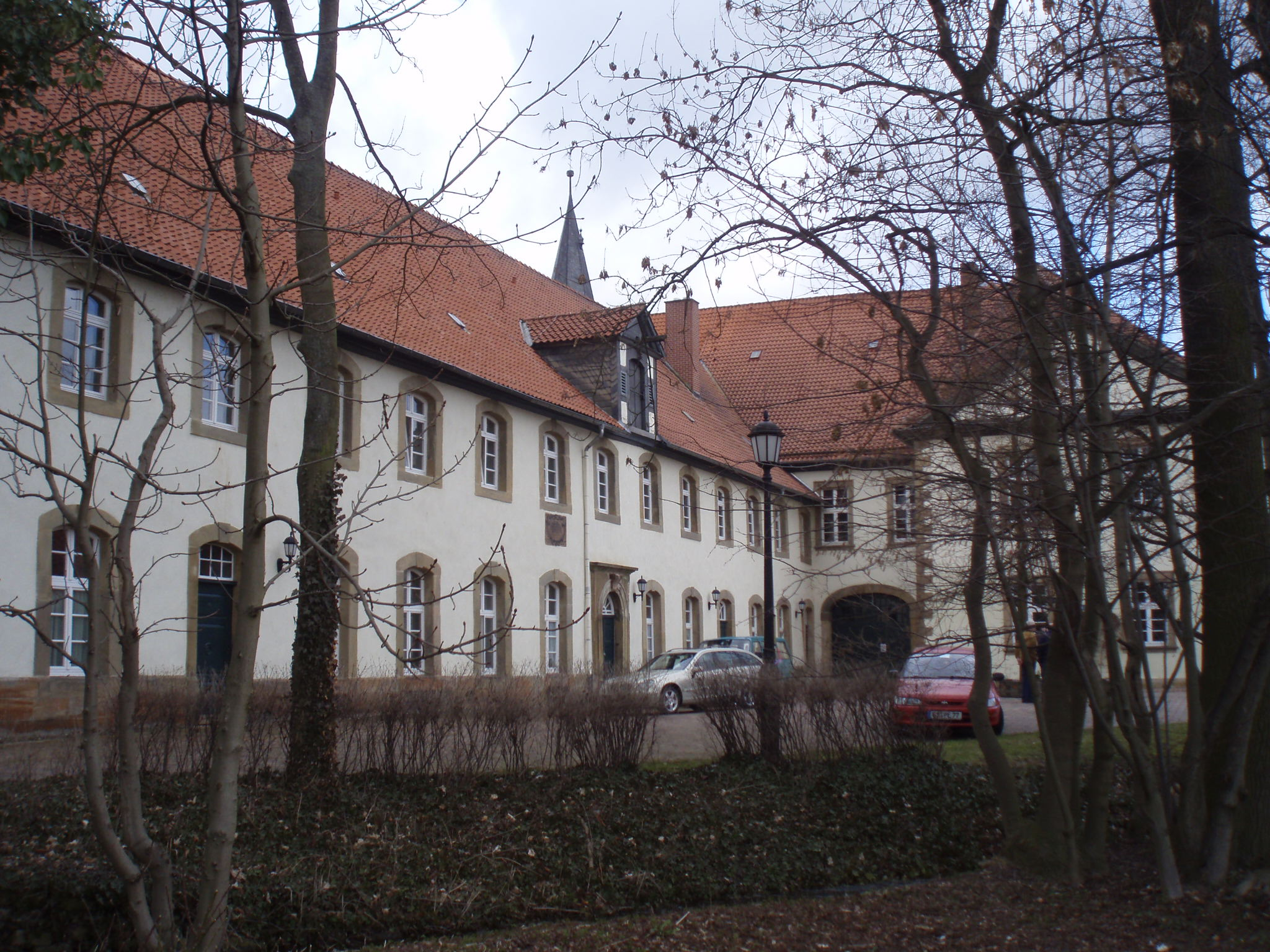
Südflügel

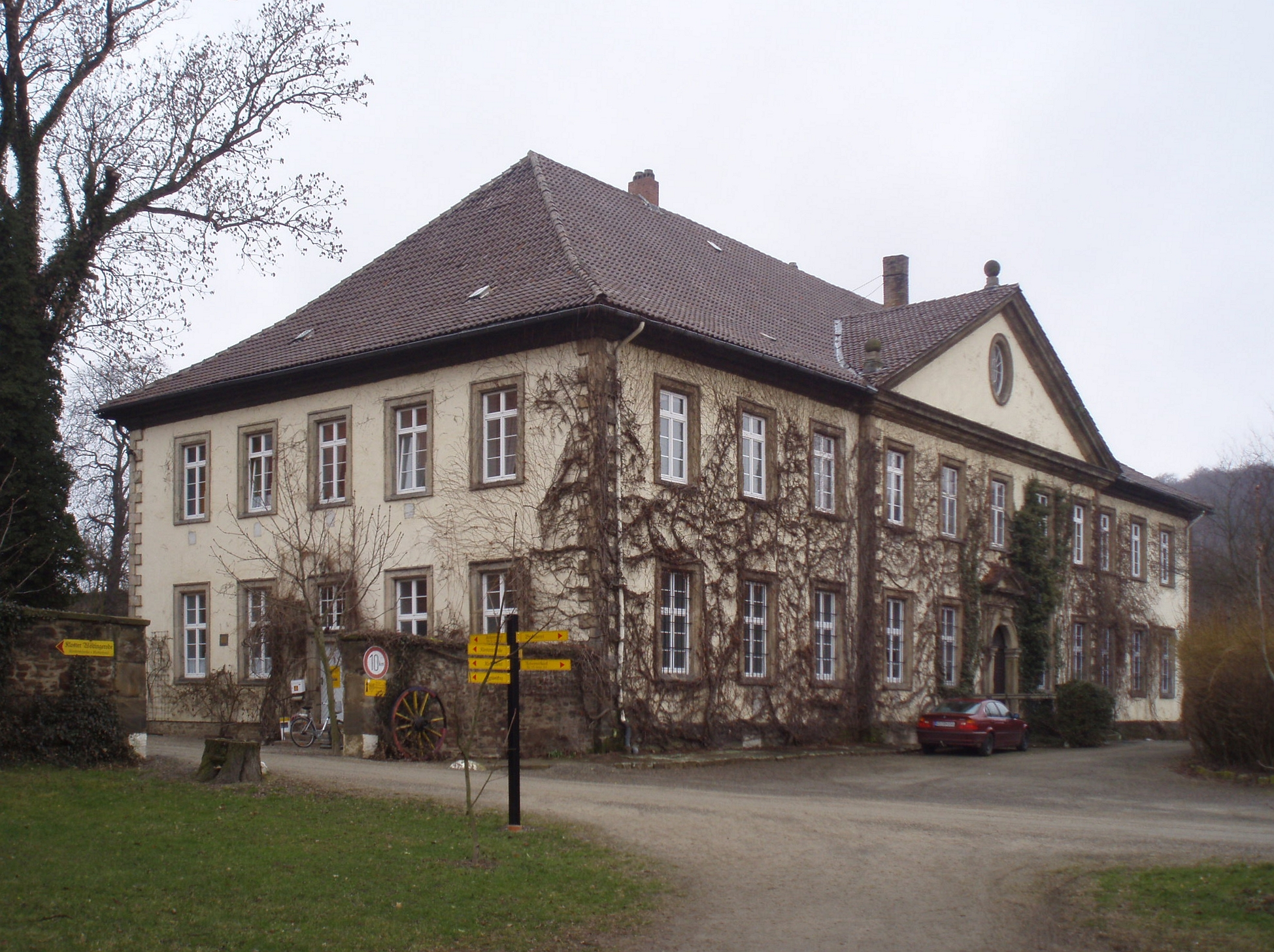
Verwaltungsgebäude

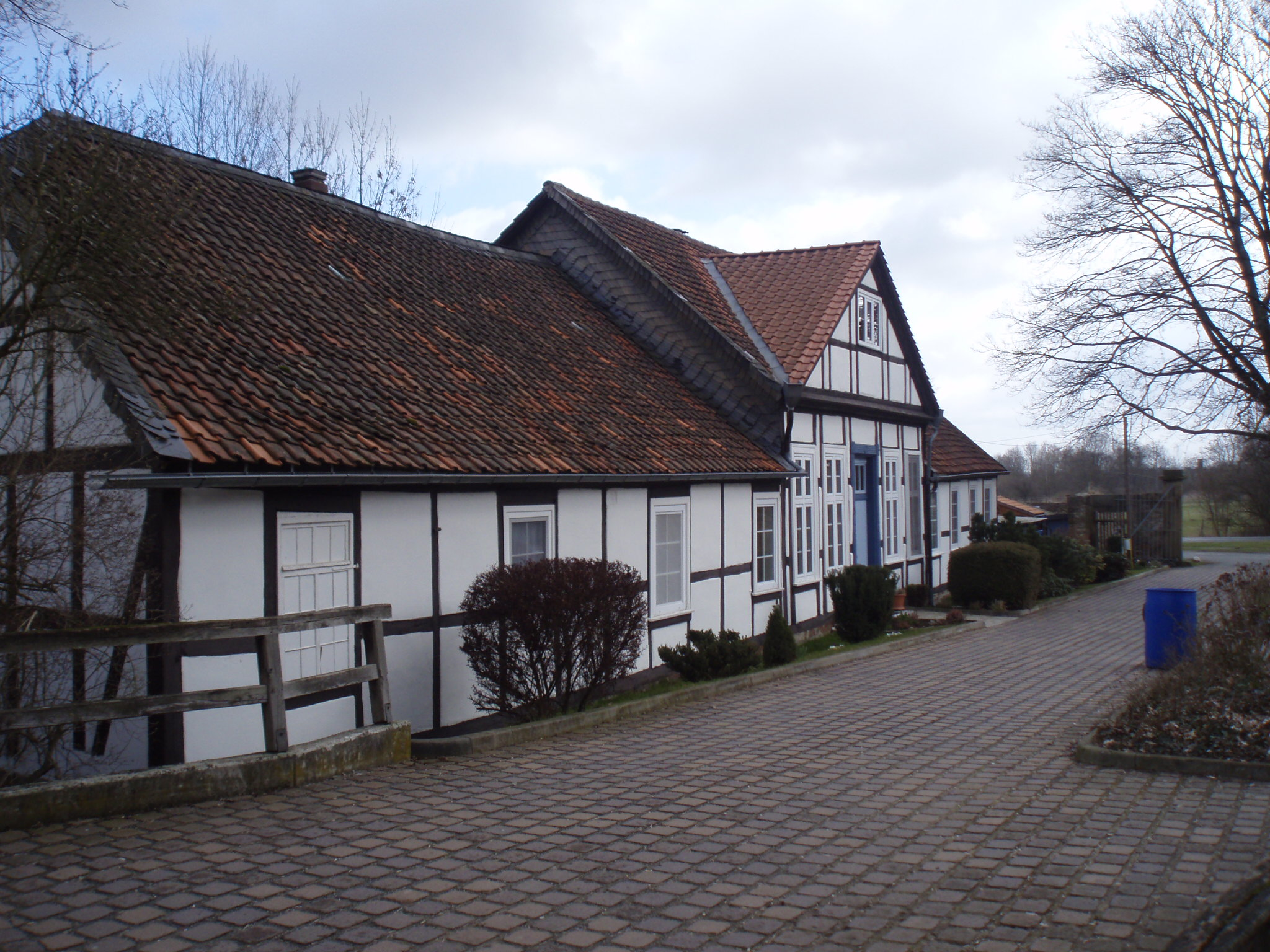
Wohngebäude

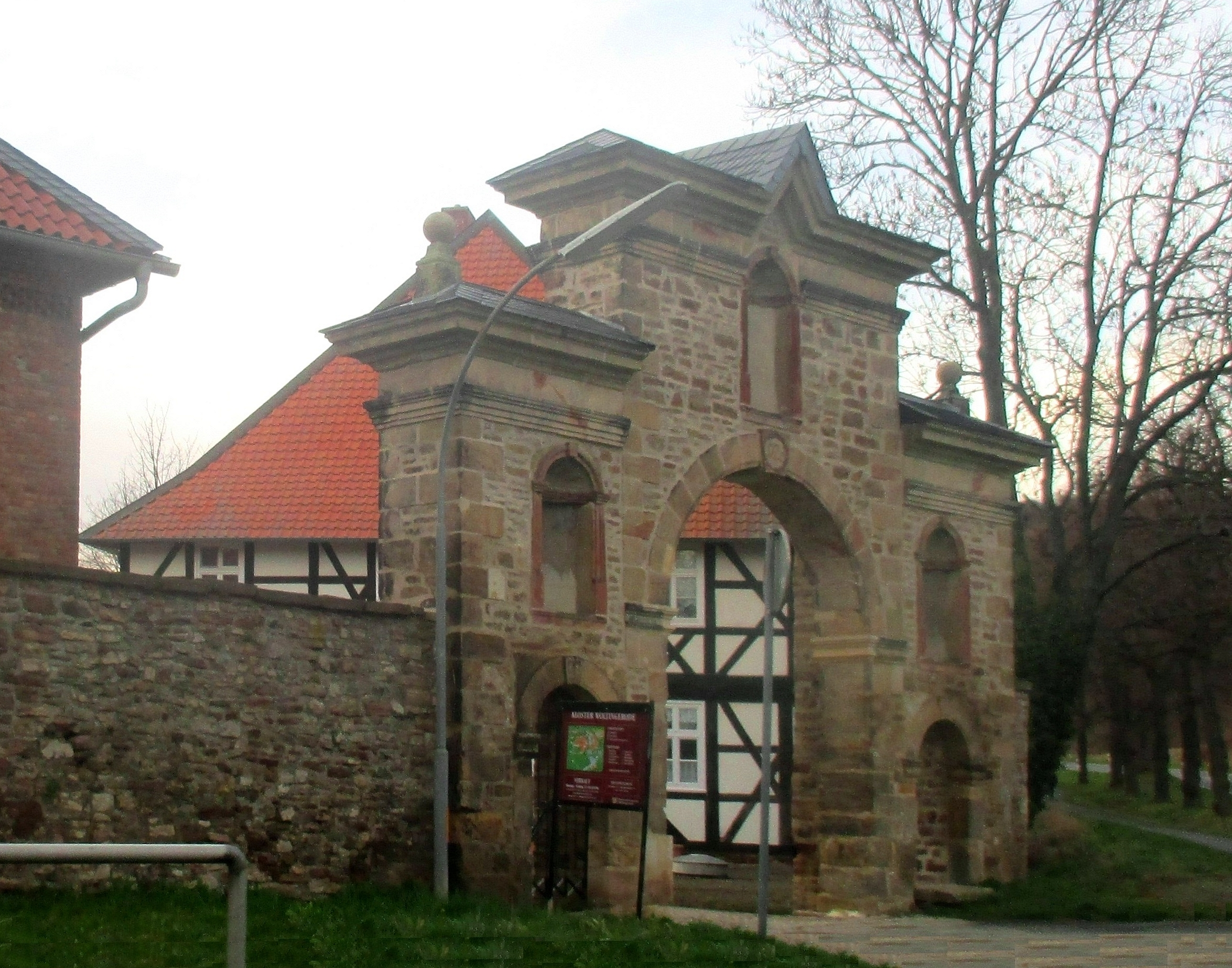
Tor zum Kloster

An der Stelle des Klosters befand sich die Burg der Grafen von Wöltingerode. Diese verlegten im 12. Jahrhundert ihren Schwerpunkt in den Ambergau und erbauten sich dort zwischen 1153 und 1160 die Burg Wohldenberg. Graf Ludolf I. verlegte nach 1174 seinen Sitz dorthin. Die Gründung des Benediktinerklosters in Wöltingerode erfolgte 1174 durch die Grafen Ludolf II., Hogerus und Borchardus, die sich Grafen von Wohldenberg nannten. Sie statteten das Kloster mit 1500 Morgen Land, Wald, Teich, Zehnten und Mühlen reichlich aus. Am 19. Oktober 1174 bestätigte Bischof Adelog von Hildesheim die Gründung des Klosters nach der Regel des heiligen Benedikt und verlieh ihm die Immunität und freie Abtswahl. Die Grafen von Wohldenberg erhielten die Vogtei und das Schirmrecht und erhielten ihre Grablege in ihrem Hauskloster.
Bald nach der Gründung des Klosters wurde das Mönchskloster in ein Nonnenkloster umgewandelt. Nach der Bestätigungsurkunde des Kaisers Friedrich Barbarossa im Jahre 1188 war das Kloster von Nonnen des Zisterzienserordens besetzt. Am 3. Oktober 1216 nahm Papst Honorius III. das Kloster St. Maria in Wöltingerode unter seinen Schutz, bestätigte den Güterbesitz und die Rechte des Klosters.
Die Kirche Wöltingerode wurde im Jahre 1208 zuerst urkundlich erwähnt. Anfang des 13. Jahrhunderts mussten Kirche und Klostergebäude erweitert und umgebaut werden. 1244 erfolgte eine Weihe des Klosters durch Bischof Konrad von Hildesheim. Er bestätigte die früher von Bischof Adelog getroffenen Bestimmungen. In dieser Zeit genoss das Kloster Wöltingerode großes Ansehen – für mehrere andere Klöster, wie Kloster Althaldensleben, Kloster Wienhausen und Derneburg, wurde es das Mutterkloster. In dieser ersten Blütezeit des Klosters im 13. Jahrhundert wurde hier Buchmalerei betrieben. In der Herzog August Bibliothek in Wolfenbüttel werden mehrere Handschriften des Wöltingeröder Klosters aufbewahrt.
Im 13. Jahrhundert wurde das Kloster weiter ausgebaut. 1279 wurde das Siechenhaus, 1293 das neue Schlafhaus und 1305 der „Altar im nördlichen Teile des Klosters“ erwähnt. Ende des 13. und 14. Jahrhunderts verarmte das Geschlecht der Wohldenberger Grafen (das Geschlecht erlosch im Jahre 1383 im Mannesstamm), die das Kloster gestiftet und es auch in späterer Zeit mit Schenkungen reich bedacht hatten. Infolgedessen kamen auch für das Kloster schlechte Zeiten. Schon 1290 mussten Güter veräußert werden. 1337 griff Bischof Heinrich von Hildesheim ein und forderte zur allgemeinen Unterstützung auf.
Im 15. Jahrhundert erlebte das Kloster seine zweite Blüte. Nach der Hildesheimer Stiftsfehde (1523) kam das Kloster Wöltingerode unter die Landeshoheit Herzog Heinrich des Jüngeren von Braunschweig-Wolfenbüttel. Während der Herzog 1542 bis 1547 durch die Truppen des Schmalkaldischen Bundes aus seinem Land vertrieben war, sollten die Nonnen die lutherische Lehre annehmen oder das Kloster verlassen. Nach Rückkehr des Herzogs herrschte der katholische Kultus wieder bis 1568. Dann führte sein Sohn und Nachfolger, Herzog Julius, die lutherische Lehre abermals ein. Äbtissin und Nonnen standen der neuen Lehre nach wie vor ablehnend gegenüber. Erst als der Herzog die lutherische Anna von Haus zur Äbtissin wählen ließ, konnte Wöltingerode ein lutherisches Frauenstift werden.
Nach dem Restitutionsedikt wurden 1630 unter Propst Heinrich Götze wieder Zisterzienserinnen aus Bayern in Wöltingerode eingeführt. Nachdem sich während des Dreißigjährigen Krieges Jesuiten in der Kaiserpfalz in Goslar niedergelassen hatten, versuchten sie aufgrund eines kaiserlichen Reskriptes, sich in den Besitz von Wöltingerode zu bringen. Fürstbischof Ferdinand gab hierzu seine Einwilligung. Die Nonnen konnten nur mit Gewalt aus dem Kloster entfernt werden. Sie wurden nach Goslar in das Kloster Frankenberg gefahren und von hier, mit Reisegeld ausgestattet, in ihre Heimat gesandt. Als 1632 die Schweden in Goslar einrückten, mussten die Jesuiten aus Wöltingerode weichen. Bis 1643 wurde das Kloster lutherisch.
Mit dem „großen Stift Hildesheim“ kam das Kloster Wöltingerode 1643 an das Bistum Hildesheim zurück. Jetzt kamen Zisterzienserinnen aus Teistungen nach Wöltingerode, die sich 1650 der Jurisdiktion des Abtes von Altenberg bei Köln unterstellten.
Am 25. Mai 1676 suchte eine große Feuersbrunst das Kloster heim. Anschließend wurden die Gebäude wieder aufgebaut, woran mehrere Bauminschriften erinnern: Das Fachwerkobergeschoss des Kreuzgangs umzieht fast vollständig eine lateinische Inschrift in goldenen Majuskeln, die aus tröstenden und mahnenden Bibelworten und Segensbitten besteht; dazwischen eingefügt ist am Westflügel die Notiz:
REAEDIFICATUM SUB A.C.H.A. ET A.F.P. DIE 12 AUGUSTI ANNO DOMINI 1679
„Wiederaufgebaut unter A.C.H.A. und A.F.P., 12. August 1679“;
am Südflügel die Notiz:
AEDIFICATUM SUB LUCIA ROSA ABBATISSA ET FRE ANTONIO ECK PRAEPOSITO WOLTING: PROF VET: MONT: AO 1694
„Erbaut unter Äbtissin Lucia Rosa und Friedrich Anton Eck, Propst von Wöltingerode, Professus von Altenberg, im Jahr 1694“.
1802 kam das Kloster Wöltingerode mit dem Bistum Hildesheim an Preußen, 1807 an das Königreich Westphalen, das durch Dekret am 13. Mai 1809 die Nonnenklöster Wöltingerode, Dorstadt und Heiningen aufhob. Das Kloster kaufte der von Jérôme Bonaparte zum Geheimen Finanzrat ernannte Israel Jacobson für 200.000 Francs. Wo die Kostbarkeiten des Klosters geblieben sind, ist unbekannt. Als nach Jérômes Sturz 1813 das Bistum Hildesheim an Hannover kam, musste Jacobson Wöltingerode an die hannoversche Regierung abtreten; nach hannoverschem Gesetz durfte kein Jude Grundeigentum besitzen. Das Klostergut Wöltingerode wurde 1818 mit dem Allgemeinen Hannoverschen Klosterfonds vereinigt.
Am 24. Mai 1831 errichtete die Königlich-Hannoversche Regierung das Amt Wöltingerode, welches ab 1831 im Kloster residierte. Zusammen mit drei weiteren Verwaltungsteilen bildete sich daraus der heutige Landkreis Goslar. Von 1918 bis 1993 beheimatete das Kloster eine Landfrauenschule des Reifensteiner Verbandes. 1929 wurde Wöltigerode Vienenburg einverleibt. 1976 wurde das Kloster renoviert und 1979 die Nonnenempore zum Konzertsaal umgestaltet.
Gegenwärtig (Juni 2024) ist die Anlage mit einem Hotel inklusive Gastronomie und Tagungsbetrieb, einer Brennerei, einer Likörmanufaktur und einem landwirtschaftlichen Betrieb belegt. Außerdem gibt es eine Klosterbäckerei und in der Eingangshalle des barocken Gutshauses einen Hofladen, in dem regionale Spezialitäten vertrieben werden.
Das Kloster beteiligt sich seit 2008 am Harzer Klostersommer.

## Wappen
| Wappen von Wöltingerode | Blasonierung: „In Silber ein links-schräger roter Turnierkragen.“ |
| Wappen von Wöltingerode | Wappenbegründung: Ein Turnierkragen ist das heraldische Bild eines Ausrüstungsgegenstandes der Ritterzeit mit besonderer Bedeutung. Die Turnierteilnehmer trugen den Kragen nicht um den Hals, sondern um ihren Schild. Er bestand aus einem Stoffstreifen, aus dem kürzere oder auch längere Lätze herabhingen. Mit diesem wandelten die Söhne zu Lebzeiten des Vaters das väterliche Wappen ab. War der Vater gestorben, legte der älteste Sohn den Turnierkragen ab und führte fortan das unveränderte Familienwappen, während jüngere Söhne das Unterscheidungskennzeichen oftmals beibehielten. Manche Turnierkragen-Wappen entwickelten sich im Lauf der Zeit zu eigenständigen Familienwappen. So handhabten es auch die im Hochmittelalter einflussreichen Grafen von Wohldenberg, die Stifter des Klosters. Das Wappen wurde vom Heraldiker Philipp Schmidt gestaltet und am 1. Juli 1972 anlässlich der Eingemeindung nach Vienenburg erhielt Wöltingerode von der Stadtverwaltung dieses Ortswappen. |

## Klosterkirche
Die ehemalige Klosterkirche hat durch mehrfache Um- und Anbauten in verschiedenen Bauzeiten ihr heutiges Aussehen bekommen und besteht aus zwei Teilen. Der östliche, noch heute als Kirchenraum dienende Teil ist eine  romanische kreuzförmige Basilika mit Querhaus und einjochigem Chor, die bald nach 1174 entstanden, sowie zwei Langhausjochen im gebundenen System vom Anfang des 13. Jahrhunderts. Das zweite, östliche Chorjoch stammt von einer Erweiterung um 1700. Der westliche, heute profanierte Teil der Kirche besteht aus einer romanischen kryptenartigen Unterkirche, vermutlich die ursprüngliche Grablege des Grafen von Wohldenberg, und der gotischen Oberkirche als Nonnenempore. Zeitweise wurde dieser Teil vom Gut als Speicher benutzt, heute ist es ein Konzert- und Veranstaltungsraum für ca. 250 Personen. Der westlich anschließende, barocke Turm ist 1718 datiert.
Nach der Rekatholisierung entstand um 1700 eine barocke Innenausstattung: Der zweigeschossige Hochaltar mit seitlichen Heiligenfiguren enthält gemalte Altarblätter mit Marienkrönung und darüber Maria zwischen Anna und Joachim. Die Kanzel mit Christus und den vier Evangelisten aus der ersten Hälfte des 18. Jahrhunderts wurde 1792 in Weiß und Gold gefasst. Im gleichen Jahrhundert entstanden der Beichtstuhl, der Gewölbestuck (Engel mit Marterwerkzeugen Christi über dem romanischen Chorjoch), das Weihwasserbecken in Muschelform und die zweigeschossige Westempore. Ein Seitenaltar der Klosterkirche, zwölf Apostelbilder und ein Beichtstuhl wurden in die 1826 bis 1829 neuerbaute katholische Kirche Hl. Familie in Vienenburg übertragen. Der Altar der Nonnenempore dient seit den 1830er Jahren als Hochaltar der kath. Kirche St. Andreas in Sottrum (Holle).
Der sich mit einer Seite südlich gegen die Kirche legende Kreuzgang umschließt mit den angrenzenden Räumen einen großen rechteckigen Innenhof. Die Gebäude sind im Erdgeschoss massiv, mit rundbogigen Fenstern, im Obergeschoss aus Fachwerk hergestellt.

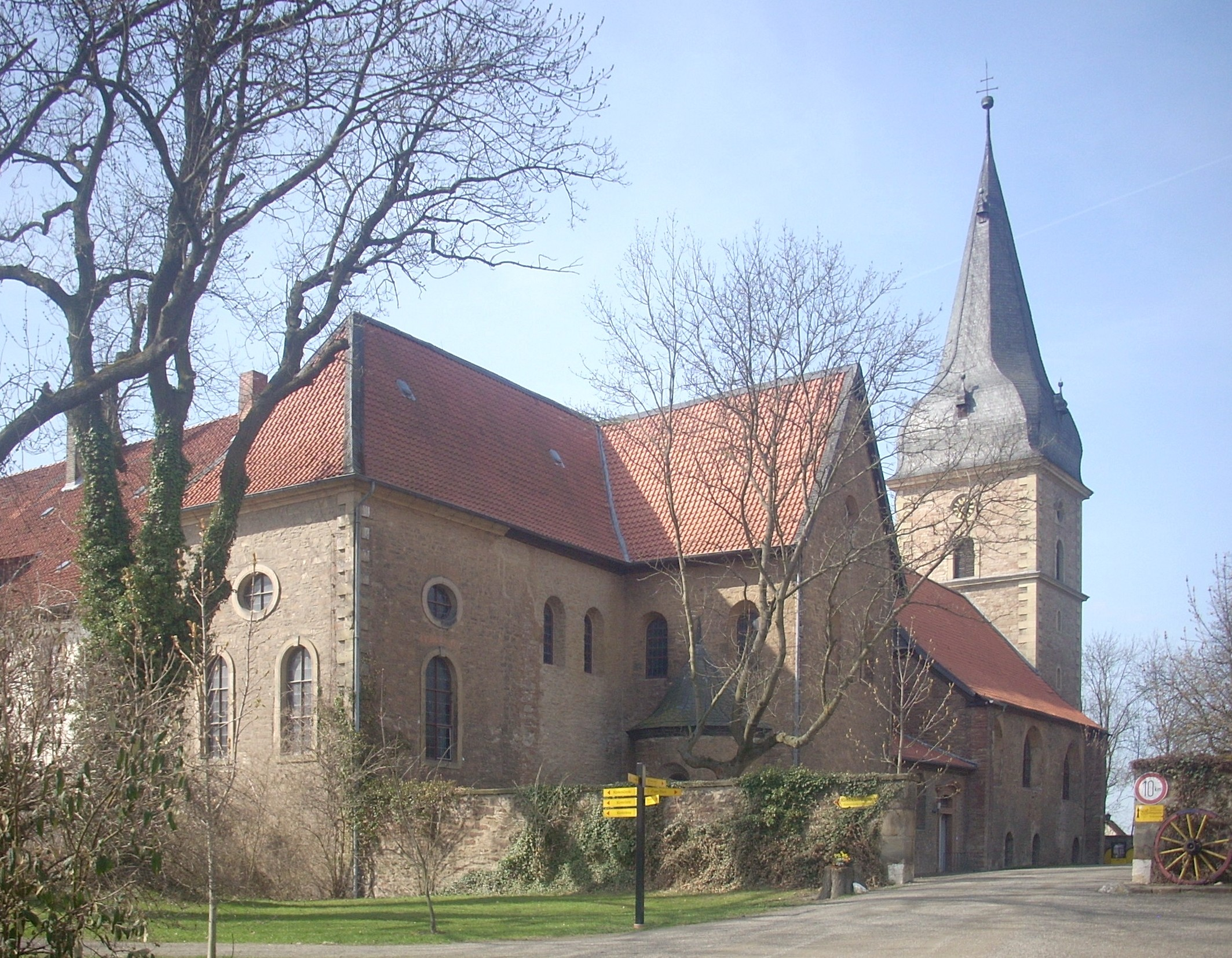
Klosterkirche von Nordosten
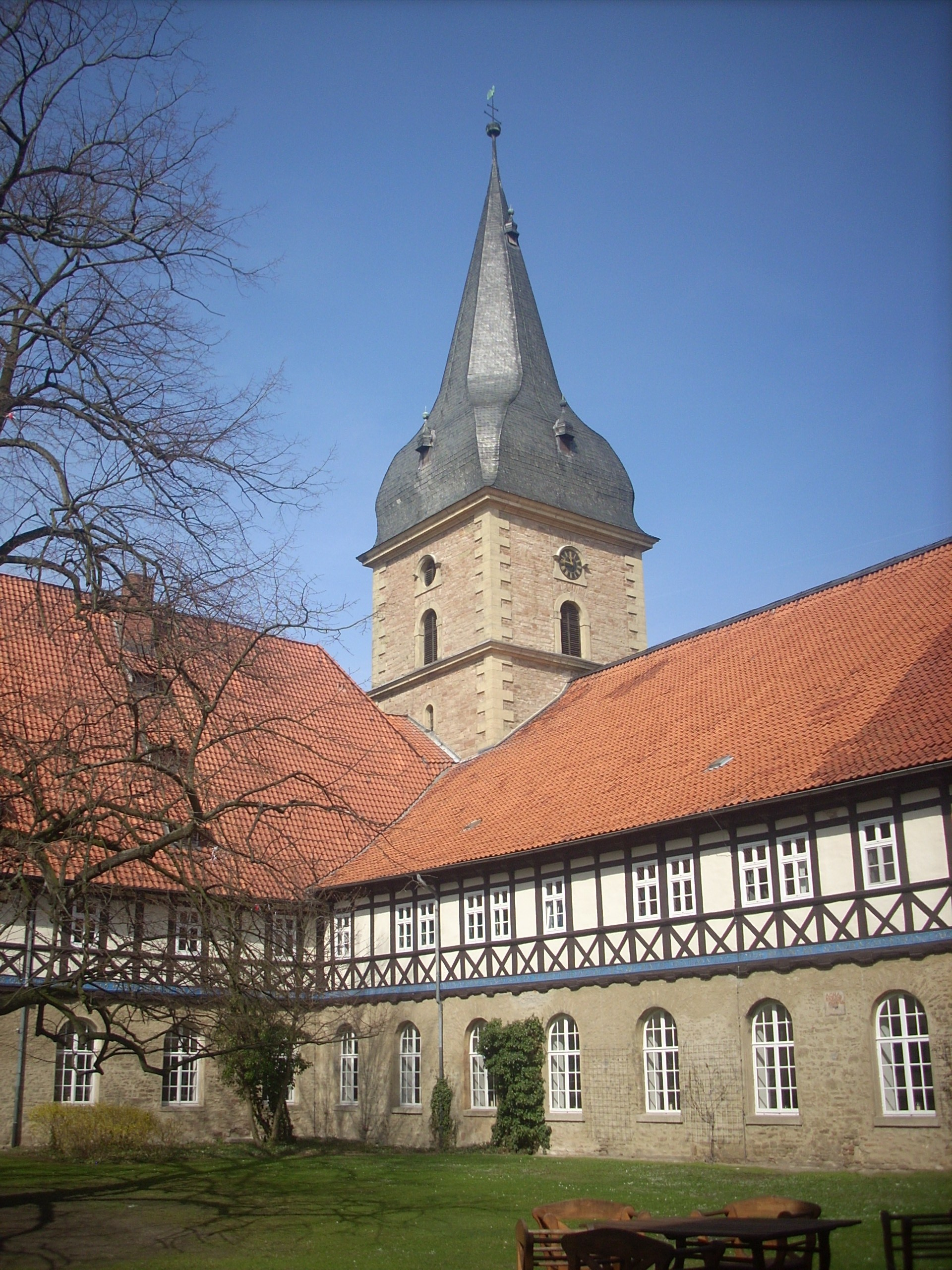
Innenhof, ehemaliger Kreuzgang
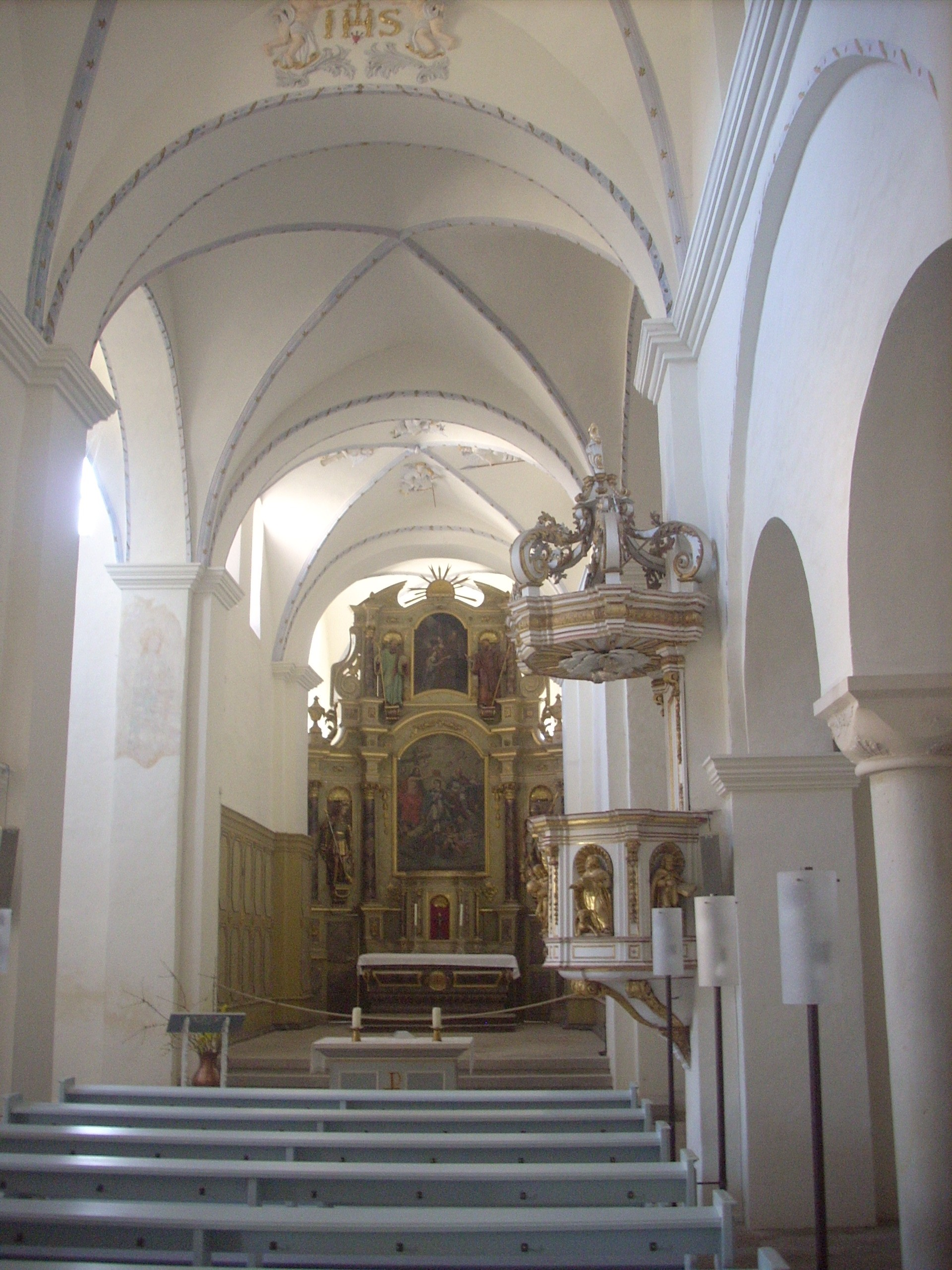
Inneres nach Osten
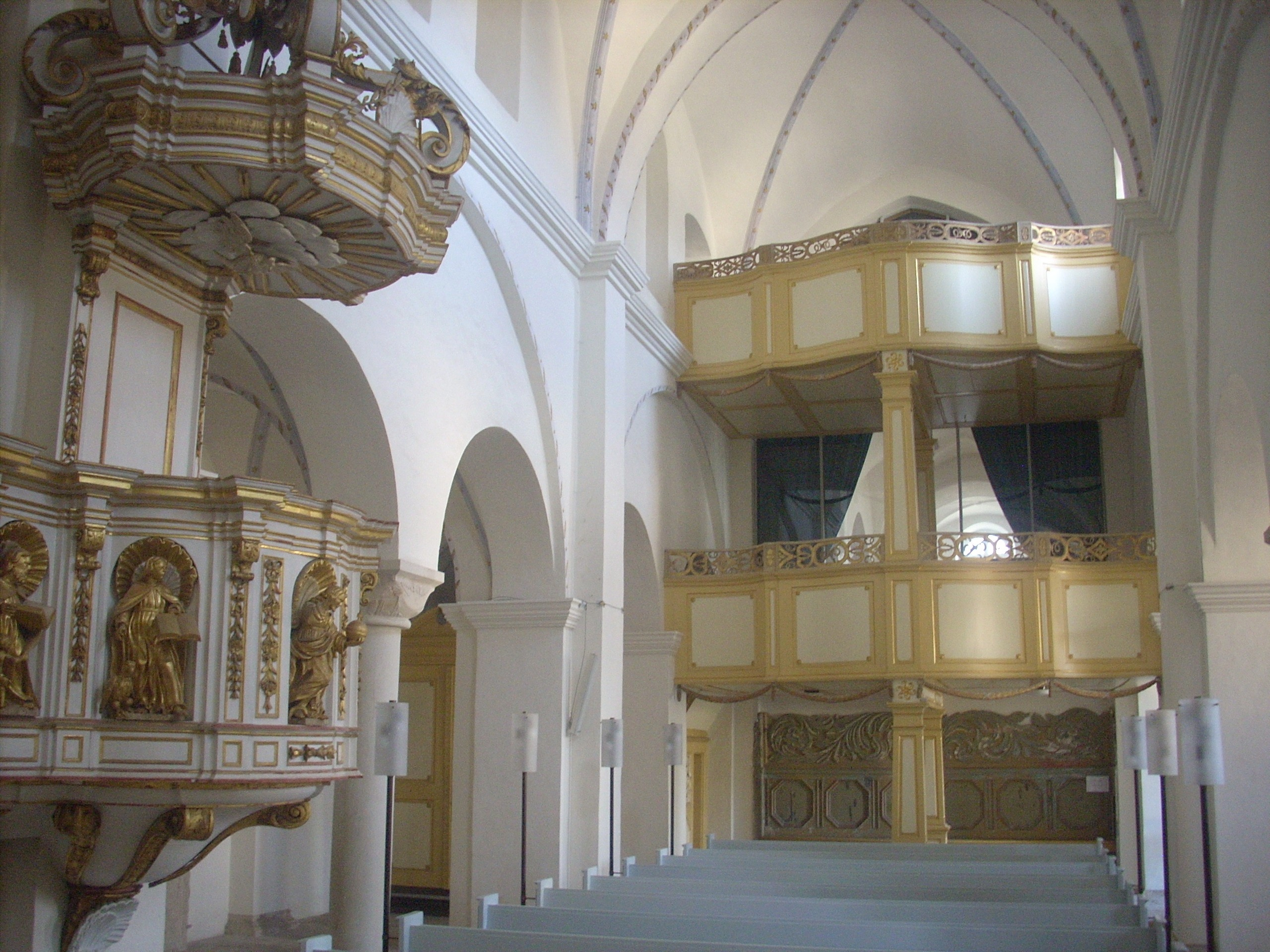
Inneres nach Westen

## Klosterbrennerei
Seit 1682 wird in Wöltingerode Korn aus eigenem Anbau gebrannt und zu Edelkorn und Likören verarbeitet. Nach alter Klostertradition wird aus klarem Brunnenwasser, Gerstendarrmalz und Weizen von den eigenen Klosterländereien eine Maische hergestellt und diese in einer alkoholischen Gärung vergoren. Danach wird in kupfernen Brenngeräten zunächst ein Rohbrand hergestellt, und dann erfolgt in der Klosterdestille der zweite Brand. Das Ergebnis ist ein 96-prozentiger Feinbrand, der neben Ethanol nur noch die Kornaromastoffe enthält. Mit Quellwasser aus dem Klosterbrunnen wird dieser Grundstoff auf 38 Prozent Alkohol verdünnt („gespindelt“). Danach wird der Korn mindestens ein Jahr in Eichenfässern in der alten Krypta gelagert. Aus dem hochprozentigen Grundstoff werden durch Zugabe von Pflanzen-, Frucht- und Kräuterextrakten, teilweise nach alten Rezepturen, auch verschiedene Liköre hergestellt. Im Winter wird die Produktion mit einer über hundert Jahre alten Dampfmaschine unterstützt.

## Klosterbrauerei
Bis 1803 wurde im Klostergut gebraut. 2004 wurde diese Tradition wieder aufgenommen durch die Produktion des naturtrüben Wölti-Bräu in der Altenauer Brauerei, die mit Wirkung zum 1. August 2012 von der Klostergutsbrauerei Wöltingerode GmbH übernommen wurde. 2021 verkaufte die Klostergutsbrauerei den Betrieb in Altenau.

## Lachs-Infocenter
Seit 1994 wird bei Wöltingerode der Besatz der Oker mit Lachsbrütlingen betrieben. Unter der Projektbezeichnung Okerlachs 2000 verfolgt seit 2002 ein Zusammenschluss von Angelsportvereinen, Gewässerunterhaltungsverbänden und weiteren Organisationen mit Unterstützung der Länder Niedersachsen und Sachsen-Anhalt das Projekt der Wiederansiedlung von Atlantischem Lachs und Meerforellen in Aller, Oker und den Nebengewässern.
Im September 2011 konnte mit Unterstützung der Klosterkammer Hannover und weiterer Sponsoren im alten Mühlengebäude des Klosters Wöltingerode ein Lachs-Infocenter eröffnet werden, das eine „Erlebnisausstellung über den Lachs und andere einheimische Fischarten“ zeigt und Besuchern regelmäßig offensteht.